# 张苹英
张苹英（1959年—），湖南龙山人，土家族，中华人民共和国政治人物、第十二届全国人民代表大会湖南地区代表。
毕业于新加坡南洋理工大学。担任吉首大学国际交流学院院长。2008年起担任全国人大代表。2013年，担任全国人大代表。